# مدول یکدست
در جبر همولوژی و هندسه جبری، یک مدول یکدست (به انگلیسی: Flat Module) روی حلقه ای چون {\displaystyle R} یک {\displaystyle R}-مدول {\displaystyle M} است چنان که ضرب تانسور گیری از {\displaystyle M} روی {\displaystyle R} دقیق بودن دنباله ها را حفظ می کند. یک مدول را یکدست وفادار (به انگلیسی: Faithfully Flat) گویند اگر با ضرب تانسور گیری از یک دنباله، دنباله دقیقی تولید شود اگر و تنها اگر دنباله اولیه خود دقیق باشد.
خاصیت یکدست بودن توسط سره (۱۹۵۶) در مقاله اش با عنوان هندسه جبری و هندسه تحلیلی معرفی شد. 

## تعریف
یک مدول {\displaystyle M} روی حلقه ای چون {\displaystyle R} را یکدست گویند اگر شرط ذیل ارضاء شود: برای هر نگاشت تزریقی (یک به یک) چون {\displaystyle \phi :K\to L} بین {\displaystyle R}-مدول های {\displaystyle K} و {\displaystyle K}، نگاشت:
{\displaystyle K\otimes _{R}M\to L\otimes _{R}M}
با ضابطه {\displaystyle k\otimes m\mapsto \phi (k)\otimes m} نیز یک به یک باشد.
به بیان دیگر، برای {\displaystyle R}-مدول های {\displaystyle K} و {\displaystyle L} اگر {\displaystyle 0\rightarrow K\rightarrow L\rightarrow J\rightarrow 0} یک دنباله دقیق باشد آنگاه {\displaystyle M} مدول یکدست روی {\displaystyle R} است اگر {\displaystyle 0\rightarrow K\otimes _{R}M\rightarrow L\otimes _{R}M\rightarrow J\otimes _{R}M\rightarrow 0} نیز دنباله ای دقیق باشد.
همچنی این تعریف زمانی که {\displaystyle R} لزوماً یک حلقه جابجایی نبوده و {\displaystyle M} یک {\displaystyle R}-مدول و {\displaystyle K} و {\displaystyle L} دو {\displaystyle R}-مدول راست باشند نیز قابل اعمال کردن است. تنها تفاوتشان این است که {\displaystyle K\otimes _{R}M} و {\displaystyle L\otimes _{R}M} در حالت کلی {\displaystyle R}-مدول نیستند، بلکه صرفاً گروه های آبلی می باشند.